# Stamm fort
Stamm fort è un singolo del rapper italiano Luchè, pubblicato il 18 gennaio 2019 come terzo estratto dal quarto album in studio Potere.

## Descrizione
Il brano è stato realizzato con la partecipazione del rapper Sfera Ebbasta, il quale è anche coautore del testo, ed è stata co-prodotta da Charlie Charles e Sick Luke.

## Tracce
1. Stamm fort (featuring Sfera Ebbasta) – 2:51

## Classifiche

### Classifiche settimanali
| Classifica (2019) | Posizione massima |
| ----------------- | ----------------- |
| Italia            | 1                 |

### Classifiche di fine anno
| Classifica (2019) | Posizione |
| ----------------- | --------- |
| Italia            | 39        |